# Campeonato Mundial de Rugby M19 División B de 1988
El Campeonato Mundial de Rugby M19 División B de 1988 se disputó en Yugoslavia y fue la novena edición del torneo en categoría M19.

## Equipos participantes
- Dalmacia
- Selección juvenil de rugby de Andorra
- Selección juvenil de rugby de Países Bajos
- Selección juvenil de rugby de Polonia
- Selección juvenil de rugby de Suiza
- Selección juvenil de rugby de Taiwán
- Selección juvenil de rugby de Túnez
- Selección juvenil de rugby de Yugoslavia

## Posiciones finales
| Pos | Equipo       |
| --- | ------------ |
|     | Taiwán       |
|     | Túnez        |
|     | Polonia      |
| 4   | Países Bajos |
| 5   | Yugoslavia   |
| 6   | Suiza        |
| 7   | Andorra      |
| 8   | Dalmacia     |

### Campeón
| Bandera de Taiwán |
| Campeón Taiwán    |
| Primer título     |